# تفرجگاه گلال سیه
تفرجگاه گلال سیه قسمتی از زیباترین منظره‌های طبیعی در شهرستان اسلام‌آباد غرب است با گونه‌های گیاهی و پرندگان نادر که یکی از زیباترین نقاط استان کرمانشاه به‌شمار می‌رود.

## موقعیت جغرافیایی
این منطقه در حدود پنج کیلومتری جنوب شهر اسلام‌آباد غرب در جاده اسلام‌آباد غرب به گیلانغرب قرار دارد.

## ویژگی‌های طبیعی
این منطقه پوشیده از جنگلهای بلوط می‌باشد که تبدیل به محیطی مناسب برای انواع پرندگان زیبا و مختلف و برخی جانوران مانند خرگوش و جوجه تیغی گشته‌است.